# Малахиева, Валентина Васильевна
Малахиева Валентина Васильевна (12 февраля 1923 — 1 мая 1997) — советский театральный художник, скульптор, автор кукол для театра и кино, сценограф, педагог. Член Союза художников СССР. Заслуженный деятель искусств РСФСР (1960).

## Биография
Окончила Ленинградское художественное училище имени В. А. Серова.
С 1950 года в течение 25 лет Малахиева работала в Ленинградском государственный большом театре кукол.
В 1966—1976 работала в ЛГИТМиКе имени Н. Черкасова старшим преподавателем кафедры театра кукол, по другим данным руководила кафедрой художников-скульпторов по куклам и в 1966—1983 заведовала театральным отделением ЛХУ имени В. А. Серова.
Валентина Малахиева была художником-постановщиком драматических спектаклей в Ленинградском государственном театре эстрады, в Ленинградском государственном театре им. Ленинского комсомола, в Санкт-Петербургском драматическом театре «Патриот» РОСТО.
Валентина Васильевна скончалась в 1997 году в Санкт-Петербурге от рака.

## Творчество
Валентина Васильевна оформила более сорока спектаклей кукольного, музыкального и драматического театра. Первой в СССР применила светящиеся краски для оформления декораций, костюмов и сценических масок (спектакль «Ходжа Насреддин», 1946 год).
Валентина Малахиева — автор кукол-киноперсонажей в фильмах «Три толстяка» А. Баталова (кукла наследника Тутти), «Господин оформитель» О. Тепцова (Анна-Мария), «Старая, старая сказка» и «Соловей» Н. Кошеверовой, «Круг второй» А. Сокурова, «Шерлок Холмс и доктор Ватсон» И. Масленникова, «Завещание профессора Доуэля» и других. Телевизионные персонажи Жаконя и Телевичок тоже созданы Малахиевой. Механизмы кукол, благодаря которым у них двигались руки, ноги, открывались глаза, делал супруг художницы физик О. Сикорский. Куклы Малахиевой хранятся в музее Большого театра кукол, Театральном музее имени А. А. Бахрушина, в частных коллекциях.

### Театральные постановки

#### Ленинградский государственный театр эстрады
- «Ужасные родители»[4] Ж. Кокто, постановка Г. Егорова
- «Пять романсов в старом доме»[7] В. Арро, постановка Г. Егорова
- «Не говори прощай» (Колокола) Г. Мамлина, постановка Г. Егорова

#### Ленинградский государственный театр им. Ленинского комсомола
- «Процесс»[8][9] по сценарию Э. Манна к фильму «Нюрнбергский процесс», постановка Г. Егорова
- «Любовь ты моя девичья» А. Кудрявцева, постановка Г. Егорова
- «Кто боится Вирджинии Вулф?»[9] Э. Олби, постановка Г. Егорова
- «Нам 50» Н. Голь и В. Тыкке, постановка Г. Егорова
- «К вам с любовью и яростью» Г. Соловского, постановка Г. Егорова (спектакль о С. М. Кирове был сыгран один раз и закрыт)

#### Санкт-Петербургский драматический театр «Патриот» РОСТО
- «Идеальная пара»[5] В. Попова, постановка Г. Егорова
- «Сказка о рыбаке и рыбке»[5] А. Пушкина, постановка Г. Егорова
- «Дорогой подарок»[5] В. Попова, постановка Г. Егорова
- «Сказка о попе и работнике его Балде»[5] А. Пушкина, постановка Г. Егорова
- «Испытание»[5] В. Попова, постановка Г. Егорова
- «Сказка о золотом петушке»[5] А. Пушкина, постановка Г. Егоров

#### Ленинградскийгосударственный большой театр кукол
куклы к спектаклям:
1950 — «Концерт на полянке», Н. Гернет, постановка М. Чежегова
1952 — «Заяц и кот», Г. Ландау, постановка С. Востокова
1953 — «Марья-краса», И. Карнаухова, постановка Н. Куракина
1955 — «Волшебные тыквы», Н. Ходза, постановка Н. Куракина
1955 — «Гаврош», Л. Брасусеевич, по мотивам романа В. Гюго, постановка С. Востокова
1956 — «Лучше Ферды нет на свете», И. Калаба, постановка В. Кукушкина
1956 — «И смех, и слезы, и любовь», комедия В. Полякова, постановка М. Королева
1957 — «Двенадцать стульев», инсценировка М. Королева романа И. Ильфа и Е. Петрова, постановка М. Королева
1958 — «Прелестная Галатея», комедия Б. Гадора и С. Дарваша, постановка М. Королева
1959 — «В золотом раю», вольная композиция комедии К. и Й. Чапеков, постановка М. Королева
1961 — «Золотой теленок», инсценировка М. Королева романа И. Ильфа и Е. Петрова, постановка М. Королева
1962 — «Работник Емельян ипустой барабан», Е. Зельцер и Е. Лепковская, по мотива сказки Л. Н. Толстого, постановка В. Кукушкина
1963 — «Сокровище Сильвестра», А. Вагенштайм, постановка М. Королева
1965 — «Катькин день», М. Азов и М. Тихвинский, постановка В. Сударушкина
1966 — «Сказка о маленьком Каплике», Н. Гернет, постановка Н. Воложанина
1966 — «Этим вечером случилось», В. Дыховичный, постановка В. Кукушкина
1968 — «Несусветная комедия», Т. М. Плавт, постановка В. Сударушкина
1970 — «Маяковский и Маршак детям», музыкальное представление по стихотворениям В. Маяковского «Сказка о Пете, толстом ребенке и Симе, который тонкий» и С. Маршака «Мистер Твистер». Куклы выполнялись совместно с Л. Боровенковой, постановка В. Сударушкина

## Награды и звания
- 1-я Международная выставка в Брюсселе, 1959 — серебряная медаль за куклу Кисы Воробьянинова к спектаклю «Двенадцать стульев»[3]
- Международный фестиваль театров кукол в Бухаресте, 1960 — гран-при за куклы к спектаклю «В золотом раю»[3]
- Заслуженный деятель искусств РСФСР[11]

## Видео
- Фрагменты интервью с Валентиной Васильевной Малахиевой на YouTube
- Видеоканал Тяпа, Ляпа и Жаконя в передаче «Для вас, малыши» (Ленинградское ТВ) на YouTube
- Тяпа, Ляпа и Жаконя (1963) на YouTube